# Corban
Corban (toponimo francese; in tedesco Bathendorf, desueto) è una frazione di 465 abitanti del comune svizzero di Val Terbi, nel Canton Giura (distretto di Delémont).

## Storia

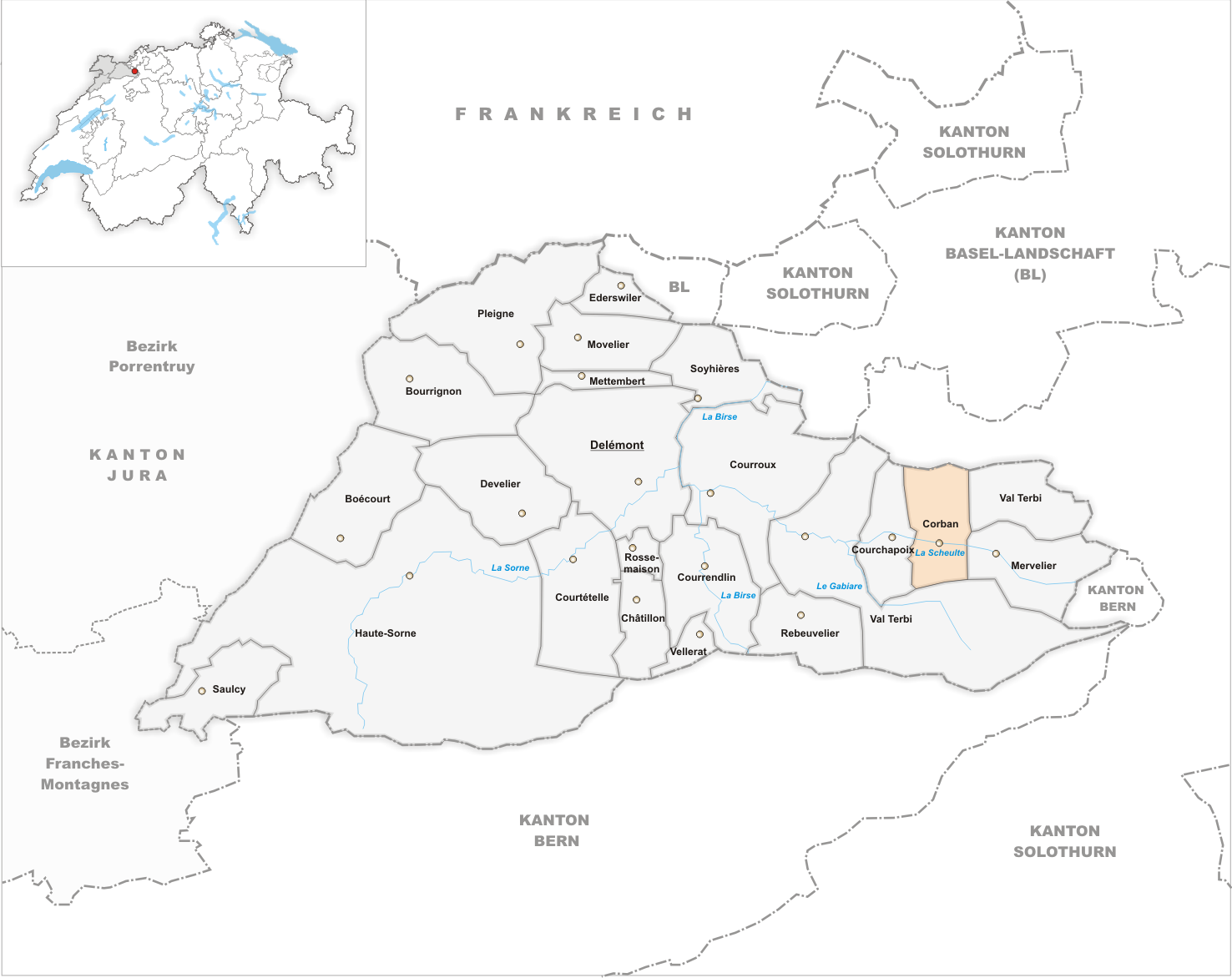
Il territorio del comune di Corban prima degli accorpamenti comunali del 2018

Già comune autonomo, nel 2018 è stato aggregato al comune di Val Terbi.

## Monumenti e luoghi d'interesse

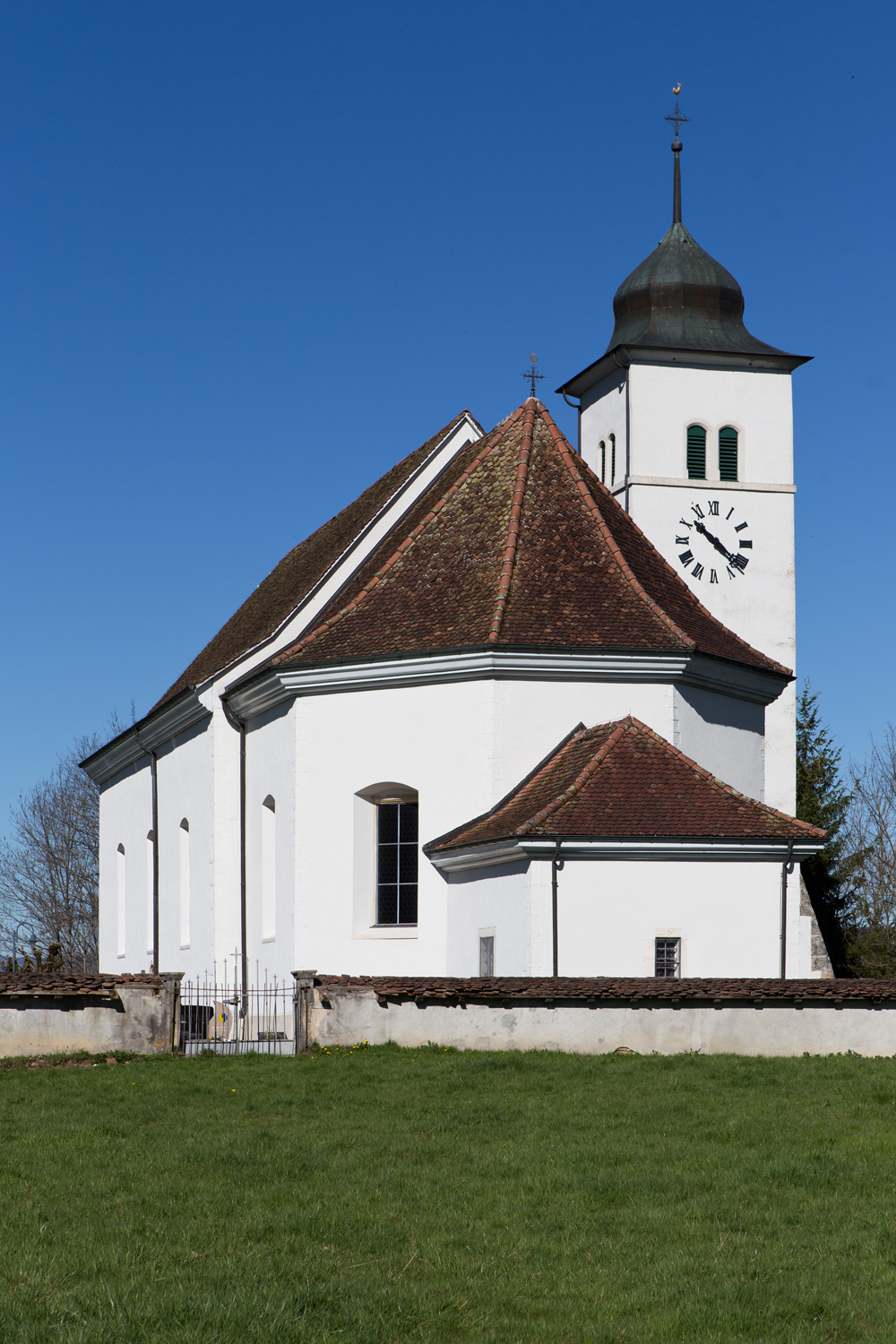
La chiesa di San Biagio

- Chiesa cattolica di San Biagio, eretta nel 1683[1].

## Società

### Evoluzione demografica
L'evoluzione demografica è riportata nella seguente tabella:
Abitanti censiti

## Amministrazione
Ogni famiglia originaria del luogo fa parte del comune patriziale che ha la responsabilità della manutenzione di ogni bene comune.